# Richard Sigmund Schultze
Richard Sigmund Schultze (* 1. Februar 1831 in Freiburg im Breisgau; † 5. Januar 1916 in Greifswald) war ein deutscher Kommunalpolitiker und Bürgermeister von Greifswald.

## Leben
Richard Sigmund Schultze machte 1850 sein Abitur am Gymnasium in Greifswald. Von 1850 bis 1853 studierte er Rechts-, Staats- und Kameralwissenschaften an den Universitäten Berlin, Heidelberg und Greifswald mit abschließender Promotion zum Dr. iur. Ab 1883 war er Corpsschleifenträger der Pomerania.
Von 1854 bis 1861 übte er juristische Ämter in Greifswald, Halle (Saale), Loitz und Bergen auf Rügen aus.
Ab 1861 war Schultze Mitglied des Greifswalder Magistrats, später Mitglied des Verwaltungsgerichts des Regierungsbezirkes Stralsund. Er gehörte dem Provinziallandtag der Provinz Pommern an.  Ab 1878 war er Stadtsyndikus und stellvertretender Bürgermeister; von 1896 bis 1905 dann Bürgermeister der Stadt Greifswald.
Sein Verdienst ist die Neuordnung der inneren Stadtverwaltung. Er ließ eine Pensions-, Witwen- und Waisenkasse einrichten und initiierte den Bau des Elektrizitätswerkes in der Marienstraße.
1905 verlieh ihm die Stadt die Ehrenbürgerschaft.